# Pisse
Pisse – niemiecki zespół post-punkowy założony w 2012 roku w Hoyerswerdzie w Saksonii. Wszyscy czterej członkowie używają pseudonimu Ronny, popularnego imienia w NRD.

## Styl
Muzycznie Pisse wyróżnia się szorstkim, charakterystycznym wokalem, szybkim tempem oraz wykorzystaniem syntezatorów i thereminów.
Jens Uthoff z Die Tageszeitung zalicza zespół do niemieckiej post-punkowej sceny renesansowej, która nawiązuje do muzyki lat 80. Razem z zespołem Puff! grupa uznawana jest za „bardziej zuchwałą” i „sarkastyczną” od innych tego typu formacji, a jej brzmienie porównywane jest do zespołu Die Goldenen Zitronen.

## Dyskografia

### Albumy studyjne
- 2015: Mit Schinken durch die Menopause
- 2020: Pisse s/t
- 2024: Dubai

### Single i EP
- 2013: Kairo / Pisse / Dikloud
- 2014: Praktikum in der Karibik
- 2016: Kohlrübenwinter #1
- 2016: Kohlrübenwinter #2
- 2018: Pisse / Perky Tits
- 2018: Hornhaut ist der beste Handschuh
- 2022: Lambada
- 2024: Jammertal / Vetschau
- 2024: Sunset In Bravo
- 2024: Favela Nights

### Albumy kompilacyjne
- 2014: Kassette